# Батіг (притока Калюсу)
Батіг — річка в Україні, у Хмельницькому й Кам'янець-Подільському районах Хмельницької області. Ліва притока Калюсу (басейн Дністра).

## Опис
Довжина річки 14 км, похил річки — 8,5 м/км. Площа басейну 48,5 км².

## Розташування
Бере початок на північному заході від Ломачинців. Тече переважнр на південний захід через Браїлівку і впадає у річку Калюс, ліву притоку Дністра.